# جامع سوق الشيوخ
جامع سوق الشيوخ هو من مساجد العراق التاريخية الأثرية، ويقع في محلة النجادة في سوق الشيوخ في قضاء الناصرية في محافظة ذي قار، ولقد بني في عام 1210هـ/1795م بعهد الدولة العثمانية، على نفقة عائلة آل السعدون، وتم تعميره عدة مرات منها في عام 1417هـ/1996م، على نفقة الحاج فائق ممدوح الكبيسي. وبني بمادة الأسمنت والطابوق مع المحافظة على منارة المئذنة القديمة الأثرية فيه، حيث لم يبق من الأثر القديم للمسجد سوى منارة المئذنة الشاخصة منذ عام 1369هـ/1950م، والتي تعتبر أقدم أثر تاريخي في منطقة سوق الشيوخ في ذي قار.
وتبلغ مساحة الجامع 300م2 تقريباً، ويبلغ طول الحرم تسعة أمتار وعرضه ستة عشر متراً، ويقوم على أعمدة ذات أقواس هندسية جميلة، وتحيطه النوافذ من ثلاث جوانب، وفي الجامع محراب بتصميم رائع، والجامع هو أحد مراكز الإغاثة وتوزيع الاعانات للفقراء والمساكين، ومن ملحقات الجامع عدداً من المحلات التجارية، وفيهِ منارة مئذنة إسطوانية الشكل ذات حوض واحد.
ومن الأئمة والخطباء الذين تعاقبوا على منصب الإمامة والخطابة فيه:
- عبد الوهاب محمد.
- محمد حمود.
- هيثم حميد.
- عدي صالح.
- احمد عبد الجبار.